# Antony Flew
Antony Garrard Newton Flew (Londres, 11 de febrero de 1923-8 de abril de 2010) fue un filósofo inglés. Perteneciente a las escuelas del pensamiento analíticas y evidencialistas, notable por sus trabajos en filosofía de la religión.
Sirvió en la Royal Air Force durante la Segunda Guerra Mundial. Estudió japonés en la Escuela de Estudios Orientales y Africanos de 1942 a 1943, antes de incorporarse al Servicio de Inteligencia de la RAF hasta el cese de las hostilidades en 1945. Después de la guerra, se graduó en el St. John's College de Oxford, en 1947. Hizo su doctorado con Gilbert Ryle, tras lo cual trabajó como profesor de filosofía en Christ Church, Oxford, de 1949 a 1950. De 1950 a 1954, fue profesor de filosofía moral en la Universidad de Aberdeen, y luego se convirtió en profesor de filosofía en la Universidad de Keele en Staffordshire, donde permaneció hasta 1973, momento en el que se trasladó a la Universidad de Reading. Se retiró en 1983, y ocupó un puesto a tiempo parcial en la Universidad de York, Toronto. Pronunció las Conferencias Gifford 1986-1987 en la Universidad de St. Andrews.
Flew fue un gran defensor del ateísmo, argumentando que uno debería presuponer el ateísmo hasta que la evidencia empírica de un Dios apareciera. También criticó la idea de la vida después de la muerte, la defensa del libre albedrío al problema del mal, y el sin sentido del concepto de Dios. Sin embargo, en 2004 planteó su acercamiento al deísmo y más tarde escribió el libro There is a God: How the World's Most Notorious Atheist Changed His Mind (Hay un Dios: Cómo el ateo más influyente del mundo cambió de opinión), con contribuciones de Roy Abraham Varghese. Este libro ha sido sujeto de controversia, ya que de acuerdo a un artículo en New York Times Magazine, Flew está disminuido mentalmente y que Varghese fue el autor principal. El asunto continúa en discusión con algunos comentaristas incluyendo a PZ Myers y Richard Carrier apoyando dicho argumento y otros (incluyendo al propio Flew) oponiéndose.
Antony Flew, de quien se ha dicho que fue “el ateo más influyente del mundo", aseguró después creer en Dios. En un adelanto en Internet de una entrevista que se publicó en la revista Philosophia Christi, el doctor en Filosofía Antony Flew, de 81 años, dijo que “tuvo que rendirse ante la evidencia de los hechos”. Según Flew, tales hechos incluyen recientes descubrimientos científicos en los campos de la cosmología y de la física. Además, explicó: “Los hallazgos realizados durante más de cincuenta años de investigación del ADN sirven de base para nuevos y poderosísimos argumentos a favor del diseño”. Declaró también que incluso el “relato bíblico [del capítulo uno de Génesis] podría ser exacto desde el punto de vista científico”.

## Biografía
Antony Flew, el hijo de un ministro metodista, nació en Londres, Inglaterra. Fue educado en St Faith's School, Cambridge seguido por Kingswood School, Bath. Durante la Segunda Guerra Mundial estudio japonés en School of Oriental and African Studies, University of London, y fue un oficial de inteligencia de la fuerza aérea real. Después de un período con el Inter-Services Topographical Department en Oxford, fue colocado en el Bletchley Park en junio de 1944.
Después de la guerra, Flew obtuvo un grado de primera clase en Literae Humaniores en Saint John's College, Oxford. Flew se graduó del Gilbert Ryle, destacado en filosofía del lenguaje ordinario. Flew y Ryle estuvieron entre muchos filósofos de Oxfords fuertemente criticados en el libro de Ernest Gellner Words and Things (Palabras y cosas) (1959). Un debate con Michael Dummett sobre la Retrocausalidad fue de lo más destacado en los principios de la carrera de Flew.
Por un año, Flew fue profesor de filosofía en Christ Church, Oxford. Más tarde, fue profesor por 4 años en la Universidad de Aberdeen, y profesor de filosofía en la Universidad de Keele por veinte años. Entre 1973 y 1983 fue profesor de filosofía en la Universidad de Reading. Por esta fecha, desarrolló uno de sus más famosos argumentos, la falacia de Ningún escocés verdadero (No true Scotsman) en su libro de 1975, Thinking About Thinking. Hasta su retiro Flew tomó un puesto de medio tiempo por unos pocos años en la Universidad de York, Toronto.
Flew se casó el 28 de junio de 1952. Tuvo dos hijas.

## Ateísmo y deísmo

### Ateo prominente
Antes de graduarse, Flew asistía a las reuniones semanales del Club Socrático de C.S. Lewis con bastante regularidad. Aunque consideraba a Lewis como "un eminente hombre razonable" y "con mucho, el más poderoso de los apologistas cristianos en los sesenta o más años siguientes a la fundación de ese club", no le convenció el argumento de moralidad de Lewis como el encontrado en Mero cristianismo (Mere Christianity). Flew también criticó muchas de las otras pruebas filosóficas de la existencia de Dios. Concluyó que el argumento ontológico en particular fallaba porque está basado en la premisa de que el concepto de Ser puede ser derivado del concepto de bondad. Sólo las formas científicas del argumento teleológico impresionaron a Flew como decisivas.
En Dios y filosofía (God and Philosophy) (1966) y The Presumption of Atheism (1976, reimpreso 1984), Flew ganó fama argumentando que uno debería presuponer el ateísmo hasta que la evidencia de un Dios apareciera. Flew también fue crítico con la idea de la vida después de la muerte y del libre albedrío como defensa al problema del mal.

#### Conversión al deísmo
En muchas ocasiones, aparentemente iniciadas en 2001, circularon rumores alegando que Flew había dejado el ateísmo. Flew negó esos rumores en el sitio web Secular Web.
En enero de 2003 Flew y Gary Habermas, su amigo y adversario filosófico, mantuvieron un diálogo sobre la resurrección en la California Polytechnic State University. Durante un par de discusiones telefónicas un poco después del diálogo, Flew le explicó a Habermas que estaba considerando volverse teísta. Mientras Flew no cambiaba su posición en ese tiempo (él firmó el Humanist Manifesto III), concluyó que ciertas consideraciones filosóficas y científicas estaban causando en él serios replanteamientos. Caracterizó su posición del ateísmo en tensión con muchas grandes preguntas.
En diciembre de 2004, se publicó una entrevista con Flew llevada a cabo por Habermas en la revista Philosophia Christi (difundida por la sociedad Filosófica Evangélica con el apoyo de la universidad de Biola), con el título Atheist Becomes Theist - Exclusive Interview with Former Atheist Anthony Flew (Ateo se vuelve teísta - Entrevista exclusiva con el ex-ateo Anthony Flew). Flew estuvo de acuerdo con este título. De acuerdo con la introducción, en enero de 2004 Flew informó a Habermas de que se había vuelto deísta, y la entrevista tuvo lugar poco después. Entonces el texto fue corregido por ambos participantes en los siguientes meses antes de la publicación. En el artículo, Flew dice que ha dejado su larga adherencia al ateísmo por un deísmo de la forma que Thomas Jefferson abogó ("Mientras la razón, principalmente en la forma de argumentos de diseño, nos asegure que hay un Dios, no hay lugar ya sea para cualquier revelación sobrenatural de ese Dios o de cualquier transacción entre Dios y los seres humanos individuales."). Flew dijo que "los argumentos más impresionantes de la existencia de Dios son aquellos que son apoyados por recientes descubrimientos científicos" y que "el argumento del diseño inteligente es enormemente más fuerte de lo que era cuando lo conocí por primera vez". También contestó de forma afirmativa a la pregunta de Habermas, "¿Así que de los principales argumentos teístas, tales como el cosmológico, teleológico, moral y ontológico, el único realmente impresionante que usted toma como decisivo son las formas científicas de la teleología?". Apoyó la idea de un Dios aristotélico con 'características de poder y también inteligencia', diciendo que la evidencia para ello fue más fuerte que nunca. Rechaza las ideas de un más allá, de Dios como fuente de bondad (explícitamente plantea que Dios ha creado "un montón" de maldad), y de la resurrección de Jesús como un hecho histórico aunque ha permitido que un corto capítulo de la discusión sobre la resurrección de Cristo sea agregado a su último libro.
Flew fue particularmente hostil al islam, y dijo que es "mejor descrito de una forma marxista de la unidad y justificación ideológica del imperialismo árabe". En una entrevista en diciembre de 2004 dijo: "Creo en un Dios muy diferente al Dios del cristianismo y alejado del Dios del islam, porque ambos son mostrados como déspotas orientales omnipotentes, Saddam Husseins cósmicos".

#### Controversia sobre su posición
Supuestamente Flew cambió su posición dada en la entrevista a Habermas como justificación para su respaldo al deísmo. En octubre de 2004 (antes de la publicación en diciembre de la entrevista Flew-Habermas), una carta escrita a Richard Carrier del Secular Web, planteaba que él era deísta y también dijo que "pienso que necesitamos aquí una distinción fundamental entre el Dios de Aristóteles o Spinoza y los dioses de las revelaciones cristiana y musulmán". Flew también dijo: "Mi sola y única pieza de evidencia relevante (para un Dios aristotélico) es la aparente imposibilidad de proporcionar una teoría naturalista del origen, desde el ADN, de las primeras especies reproductivas...[de hecho] la única razón por lo cual empecé a pensar en creer en un Dios de primera causa es la imposibilidad de proporcionar una explicación naturalista del origen de los primeros organismos reproductivos".
En otra carta a Carrier del 29 de diciembre de 2004 Flew se retractó de sus planteamientos, escribiendo "una deidad o una super-inteligencia es la única buena explicación para el origen de la vida y la complejidad de la naturaleza", y "Ahora me doy cuenta que me he engañado a mi mismo creyendo que no había teorías presentables del desarrollo de materia inanimada hasta la primera criatura viva capaz de reproducirse". Culpa su error al engaño hecho por Richard Dawkins, alegando que Dawkins "nunca ha sido presentado como especialista en cualquier trabajo prometedor sobre la producción de una teoría del desarrollo de la materia viva".
El trabajo del físico Gerald Schroeder había influenciado la nueva creencia de Flew, pero Flew dijo a Carrier que no había leído ninguna de las críticas a Schroeder que Carrier le había sugerido.[cita requerida]
Sin embargo, en la primavera de 2005, cuando Raymond Bradley, ateo del consejo editorial del periódico The open society, escribió una carta abierta a Flew acusándolo de no "verificar la veracidad de las afirmaciones de Schroeder antes de tragárselas por completo", Flew respondió fuertemente en una carta publicada en el mismo periódico en el verano de 2006, describiendo el contenido de la carta de Bradley "extraordinariamente ofensivo" y la acusación hecha por él como una "carga ofensiva"; también insinuó que Bradley era un "secularista intolerante", y sugirió que debería seguir el consejo de Sócrates (como está escrito en la República de Platón) de "seguir el argumento a donde sea que lleve".
En diciembre de 2004, cuando Duncan Crary, de la Humanist Network News, le preguntó si aún se detenía por el argumento presentado en La suposición del ateísmo, Flew supuestamente respondió que lo hizo pero también reafirmó su posición como deísta: "Soy muy feliz al creer en un Dios inactivo inofensivo". Cuando Crary le preguntó si he había mantenido al tanto de la ciencia moderna y teología, respondió con "Ciertamente no", diciendo que simplemente hay mucho con lo que mantenerse al tanto. Flew también rechazó que hubiera algo de verdad sobre los rumores de 2001 y 2003 de que se había convertido al cristianismo. Sin embargo, justo al final de la obra de Roy Abraham "There is a God" ("Dios existe", según la traducción al español), publicada en 2007, se menciona que Flew escribió: "¿Es posible que haya o haya habido una revelación divina? Como dije, no se pueden limitar las posibilidades de la omnipotencia, excepto en lo que se refiere a producir lo lógicamente imposible. Todo lo demás está abierto a la omnipotencia", impresiona por su continuo auto-cuestionarse.

## Publicaciones
- A New Approach to Psychical Research (1993)
- Essays in Conceptual Analysis (1966)
- Hume's Philosophy of Belief (1921)
- God and Philosophy (1969)
- Evolutionary Ethics (1937)
- An Introduction to Western Philosophy—Ideas and Argument from Plato to Sartre (1971)
- Body, Mind and Death (1973)
- Thinking about Thinking (1975)
- Philosophy, an Introduction (1979)
- God, Freedom and Immortality: A Critical Analysis (1984)
- The Presumption of Atheism (1984)
- God, A Critical Inquiry (1988)
- Atheistic Humanism (1993)
- Social Life and Moral Judgment (2003)
- William Lane Craig, Antony Flew (2003).  Stan W. Wallace, ed. Does God Exist?: The Craig-Flew Debate. Ashgate. ISBN 9780754631903.
- Antony Flew, Roy Abraham Varghese (2008). There is a God. How the world’s most notorious atheist changed his mind. Harper Collins. ISBN 9780061335303.
- Antony Flew, Gary R. Habermas (2009).  David J. Baggett, ed. Did the Resurrection Happen?: A Conversation with Gary Habermas and Antony Flew. InterVarsity Press. ISBN 9780830837182.